# Longitarsus dorsalis
Longitarsus dorsalis is een keversoort uit de familie bladkevers (Chrysomelidae). De wetenschappelijke naam van de soort werd in 1781 gepubliceerd door Johann Christian Fabricius.

## Kenmerken
De kevers zijn 1,8 tot 2,5 millimeter groot. In tegenstelling tot verwante soorten is de soort gemakkelijk te herkennen vanwege zijn kleuring. Kop, voelsprieten en poten zijn zwart. Het roodbruin gekleurde pronotum is af en toe in het midden (op de schijf) donkerder. Langs de zijkanten van de zwarte dekschilden loopt een brede witgele rand. De achterste dijbenen zijn verdikt zoals bij alle aardvlooien.

## Levenswijze
Longitarsus dorsalis geeft de voorkeur aan warme en zonnige locaties met kalksteen of zandgrond. Ze overwinteren als imago. Je kunt ze het hele jaar door zien. De volwassen kevers voeden zich met de bladeren en bloemen, de larven op de wortels van ambrosia (Senecio), vooral bezemkruiskruid (Senecio inaequidens) en Jacobskruiskruid (Senecio jacobaea). Er zijn ook meldingen van Canadese fijnstraal (Conyza canadensis).

## Verspreiding
Longitarsus dorsalis komt voor in Noord-Afrika], de Canarische Eilanden en Zuid-, West- en Midden-Europa, inclusief Verenigd Koninkrijk. Het ontbreekt daarentegen in Scandinavië, in Oost- en Zuidoost-Europa. In Duitsland komen de kevers vooral voor in het zuidwesten. In het noorden strekt hun verspreidingsgebied zich uit tot Nedersaksen. De voorheen relatief zeldzame soort staat op het punt zich verder in Europa te verspreiden. Naast de stijgende temperaturen wordt de snelle verspreiding van de bezemkruiskruid (Senecio inaequidens), een favoriete waardplant van de soort, die in Europa werd geïntroduceerd, verantwoordelijk gehouden voor de snelle verspreiding naar het noorden en oosten. In sommige regio's van Duitsland, zoals Westfalen of Beieren, heeft de soort zich na tientallen jaren afwezigheid weer verspreid. Het verspreidt zich nu ook naar Oost-Europa, aangezien het in 2016 voor het eerst werd ontdekt in Oekraïne.